# Adelocephala bellardi
Adelocephala bellardi är en fjärilsart som beskrevs av William Schaus 1928. Adelocephala bellardi ingår i släktet Adelocephala och familjen påfågelsspinnare. Inga underarter finns listade i Catalogue of Life.